# Ponikve (Bakar)
 Ponikve   (olaszul: Paniqua) falu Horvátországban, Tengermellék-Hegyvidék megyében. Közigazgatásilag Bakarhoz tartozik.

## Fekvése
Fiume központjától 8 km-re keletre, községközpontjától 4 km-re északra a Tengermelléken fekszik.

## Története
A településnek 1857-ben 130, 1910-ben 118 lakosa volt. 1920 előtt Modrus-Fiume vármegye Sušaki járásához tartozott. 2011-ben a falunak 44 lakosa volt.

## Lakosság
| Lakosság változása | Lakosság változása | Lakosság változása | Lakosság változása | Lakosság változása | Lakosság változása | Lakosság változása | Lakosság változása | Lakosság változása | Lakosság változása | Lakosság változása | Lakosság változása | Lakosság változása | Lakosság változása | Lakosság változása | Lakosság változása |
| ------------------ | ------------------ | ------------------ | ------------------ | ------------------ | ------------------ | ------------------ | ------------------ | ------------------ | ------------------ | ------------------ | ------------------ | ------------------ | ------------------ | ------------------ | ------------------ |
| 1857               | 1869               | 1880               | 1890               | 1900               | 1910               | 1921               | 1931               | 1948               | 1953               | 1961               | 1971               | 1981               | 1991               | 2001               | 2011               |
| 130                | 150                | 150                | 136                | 113                | 118                | 109                | 151                | 76                 | 94                 | 78                 | 69                 | 59                 | 56                 | 58                 | 44                 |